# Cratere Ellerman
Ellerman è un cratere lunare di 46,21 km situato nella parte sud-orientale della faccia nascosta della Luna, all'interno della zona che ricoperta dai materiali espulsi (ejecta) che circonda il bacino di impatto Mare Orientale, a ovest delle montagne Montes Cordillera. A nordovest è presente il grande cratere Gerasimovich.
A causa della sua posizione, circondata da superficie accidentata, il bordo esterno di questo cratere è piuttosto irregolare e di forma poligonale. Il materiale morbido che si trova lungo le pareti interne è scivolato verso il basso formando un anello e lasciando le pareti che scendono direttamente verso il basso senza terrazzamenti. È presente un piccolo cratere lungo il bordo settentrionale.
Il cratere è dedicato all'astronomo statunitense Ferdinand Ellerman.

## Crateri correlati
Il cratere Ellerman Q è stato ridenominato dall'Unione Astronomica Internazionale Konoplev nel 1991.